# Krupičkův mlýn
Krupičkův mlýn je soubor budov dříve sloužící jako vodní mlýn na řece Blanice, 4 km před soutokem se Sázavou. Součástí mlýna byl i jez, v současnosti rozvalený. Po této lokalitě je pojmenován i nedaleký dálniční most D1. Areál mlýna zahrnuje původní technologii včetně zachovalého mlýnského kola. Mlýn není přístupný pro veřejnost.

## Historie
V roce 1930 ve mlýmě působil mlynář Josef Pěnkava, dalším provozovatelem zde pak byl mlynář Krupička.

## Architektura
Jedná se o jednopatrový zděný objekt zahrnující obytnou část i mlýnici, původně s vodním kolem na svrchní vodu. Dům byl novodobě adaptován.